# Rocky Boy’s Reservation
Das Rocky Boy’s Reservation, deutsch Rocky-Boys-Reservat, ist ein Indianerreservat der Chippewa- und Cree-Indianer (Chippewa Cree Tribe bzw. Annishinabe Ne-i-yah-wahk) im zentralen Norden des US-Bundesstaates Montana. Es ist das kleinste der sieben Reservate in Montana.

## Geografie
Das Rocky-Boys-Reservat hat eine Fläche von 122.259 Acres (rd. 495 km²).
Im Südosten liegen die Bear Paw Mountains. Im Zentrum ist eine Hügellandschaft vorherrschend. Der Norden ist von einer semi-ariden Ebene geprägt.
Der Nordosten des Reservats liegt im Hill County, der Südwesten gehört zum Chouteau County.
Die Stadt Havre ist 26 Meilen (rd. 42 km) nach Norden vom Rocky-Boys-Reservat entfernt. Gute 60 Kilometer nach Norden liegt die kanadische Grenze.

## Geschichte
Ein Teil des Chippewa-Cree-Stammes geht auf eine Gruppe Cree-Indianer unter der Führung von Little Bear zurück, die nach der Riel Rebellion 1885 nach Süden in die USA auswanderte. Ihnen schloss sich drei Jahrzehnte später eine Gruppe „landloser“ Chippewa an.
Das Reservat wurde 1916 als Teil der ehemaligen Fort Assiniboine Military Reserve gegründet.
Der Name des Reservats stammt aus einer falschen Übersetzung des Namens eines Chippewa-Stammesführers, dessen Name eher mit Stone Child (Steinkind) zu übersetzen wäre.

## Bevölkerung
Verschiedenen Quellen zufolge hat der Chippewa Cree Tribe zwischen 1931 und 6000 Stammesmitglieder (enrolled members). Etwa 2.500 Personen sollen im Reservatsgebiet leben.
Für die Anerkennung der Stammeszugehörigkeit ist der Nachweis eines Viertel Blutsanteils (blood quantum) erforderlich. Dies ist zum Beispiel gegeben, wenn ein Großelternteil Stammesmitglied ist oder war.

## Verkehr
Der U.S. Highway 87 zwischen Havre und Great Falls schneidet das Reservatsgebiet bei Box Elder. Das Straßennetz im Reservat ist insgesamt 216 Meilen (rd. 348 km) lang, davon 62 Meilen Asphaltstraßen.
Es gibt keine Stadt im Reservat. Das Gebiet ist vollständig ländlich.

## Wirtschaft
Die Wirtschaft des Reservats stützt sich vor allem auf Ackerbau, Vieh- und Forstwirtschaft. Der Stamm besitzt die Skianlage Bear Paw Ski Bowl sowie eine stahlverarbeitende Fabrik. Dennoch lebt fast die Hälfte der Reservatsbevölkerung unterhalb der Armutsgrenze. Die Arbeitslosenquote ist hoch wegen des Mangels an Arbeitsplätzen; im Winter liegt sie bei 70 %. Die meisten Arbeitsplätze werden in Schulen, im Bureau of Indian Affairs, im indianischen Gesundheitsdienst und in der Stammesverwaltung geschaffen.

## Bildung
Die erste Schule im Reservat wurde 1918 gegründet. Bis 1970 mussten Schüler, die eine weiterführende Schule nach der sechsten Klasse besuchen wollen, etwa nach Havre, Box Elder oder in weiter entfernte Internate fahren. In dem Jahr gründete das Reservat die Rocky Boy Elementary School als erste indianisch betriebene Schule in Montana, die zweite in den USA.
Neben der Rocky Boy High School bietet das 1984 gegründete Stone Child College einen zweijährigen Hochschulabschluss in Kunst und Wissenschaft (Arts and Sciences).

## Politik
Gemäß dem Indian Reorganization Act von 1934 hat das Rocky-Boys-Reservat seit 1935 eine Stammesverfassung (Constitution and Bylaws of the Chippewa Cree Tribe of the Rocky Boy’s Reservation, Montana).

### Stammesrat
Das Reservat wird vom Business Committee des Stammes regiert, das aus einem Vorsitzenden, einem stellvertretenden Vorsitzenden und sieben Beisitzern besteht. Sie werden jeweils für eine vierjährige Amtszeit gewählt.
Derzeitige Mitglieder und deren Amtszeiten sind (Stand 4/2016):
- Vorsitz: Ken St. Marks (2012–2016)
- Stellvertretender Vorsitz: Dustin Whitford (2012–2016)
- Schriftführer/Schatzmeister (ernannt): Janice Myers
- Beisitzer:
  - Harlan Baker (2014–2018)
  - Ted Demontiney (2012–2016)
  - Calvin Jilot (2014–2018)
  - Jody LaMere (2014–2018)
  - Beau Mitchell (2014–2018)
  - Ted Russette III (2012–2016)